# Deichtorplatz

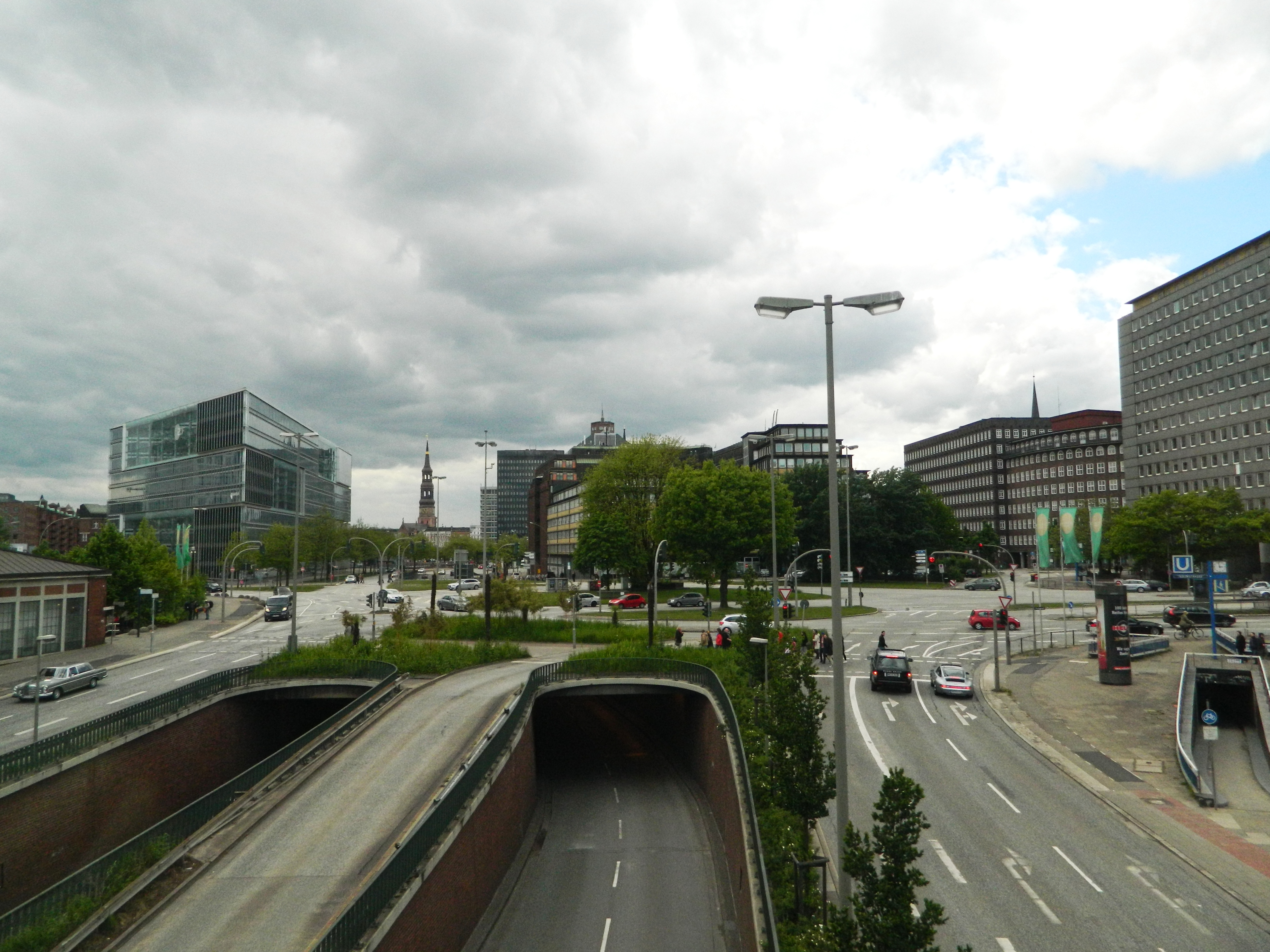
Deichtorplatz und -tunnel von Osten, im Hintergrund die Willy-Brandt-Straße (mit Blick auf St. Katharinen), Kontorhausviertel und City-Hof.

Der Deichtorplatz ist ein bedeutender Straßenverkehrsknoten im Südosten der Hamburger Innenstadt, zwischen Hauptbahnhof, Kontorhausviertel und Speicherstadt. Als Teil des Hauptverkehrsstraßennetzes von Hamburg verbindet er die hier verlaufende Bundesstraße 4 mit dem (Wall-)Ring 1. Der Platz ist nach dem Deichtor benannt, einem früheren Stadttor in der Hamburger Stadtbefestigung, und bekannt für die denkmalgeschützten Deichtorhallen.

## Lage und Beschreibung

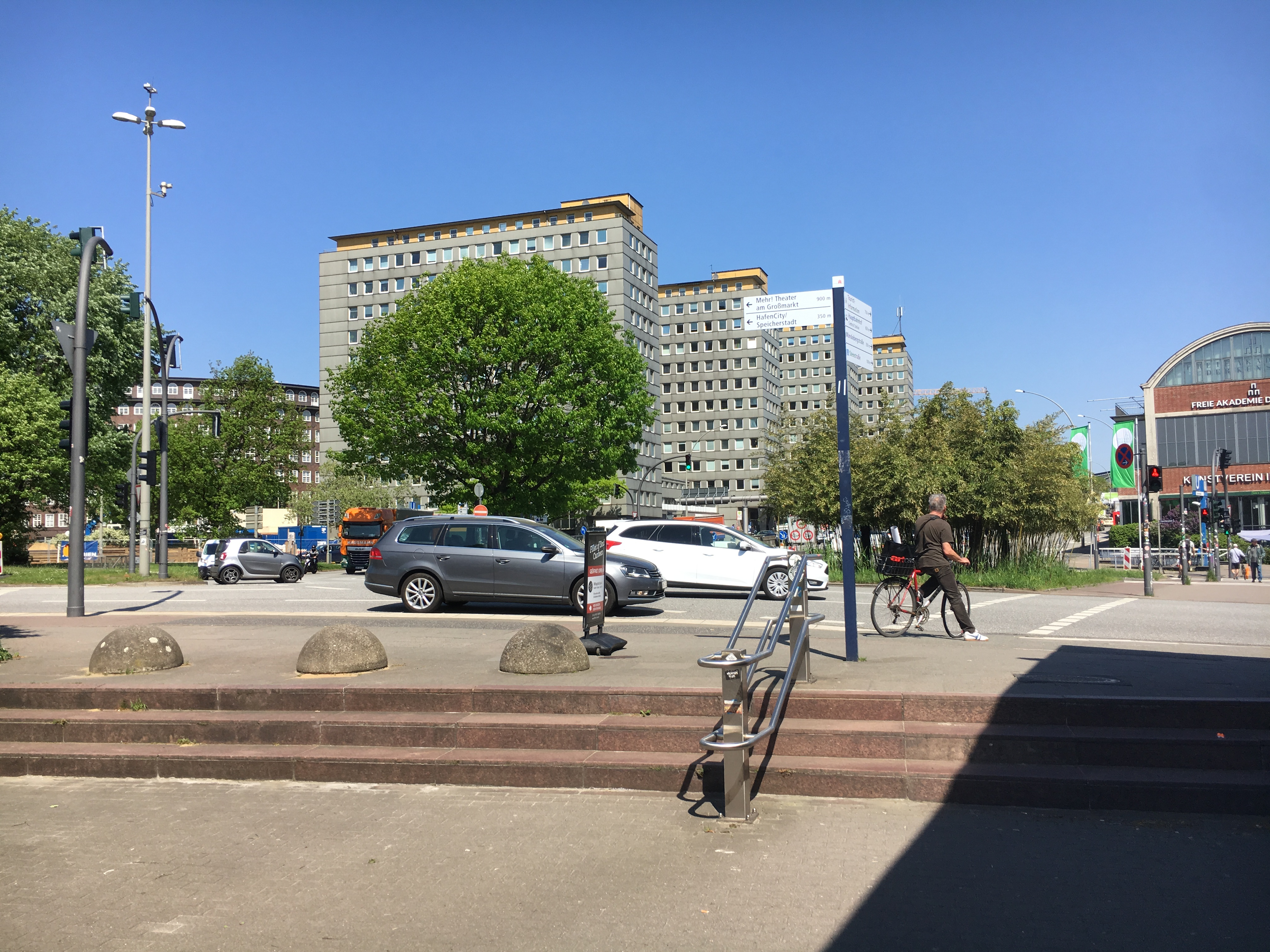
Blick nach Norden auf die (2019/20 abgerissenen) City-Hof-Häuser.

Der grob rechtwinklige Platz ist etwa 1,8 Hektar groß und in seiner heutigen Ausdehnung 1962/63 im Zusammenhang mit der damals neu angelegten Ost-West-Straße entstanden. Der Deichtortunnel mit der Bundesstraße 4 unterquert den nördlichen Teil des Platzes in Ost-West-Richtung und verbindet so die Amsinckstraße im Osten mit der Willy-Brandt-Straße im Westen. Die Nordflanke des Platzes wurde bis 2020 vom südlichsten der inzwischen abgerissenen City-Hof-Hochhäuser markiert, daneben stößt der Klosterwall als östliches Endstück des Wallrings auf den Platz. Ebenfalls am Nordrand des Platzes (nördlich des Straßentunnels) befindet sich das südliche Zugangsbauwerk zum U-Bahnhof Steinstraße. Im Nordwesten zweigt die ins Kontorhausviertel führende Burchardstraße ab, im Süden stellt die Oberbaumbrücke die Verbindung zur Speicherstadt her, und an der Ost- und Südostseite verteilen sich die historischen Deichtorhallen.

## Geschichte

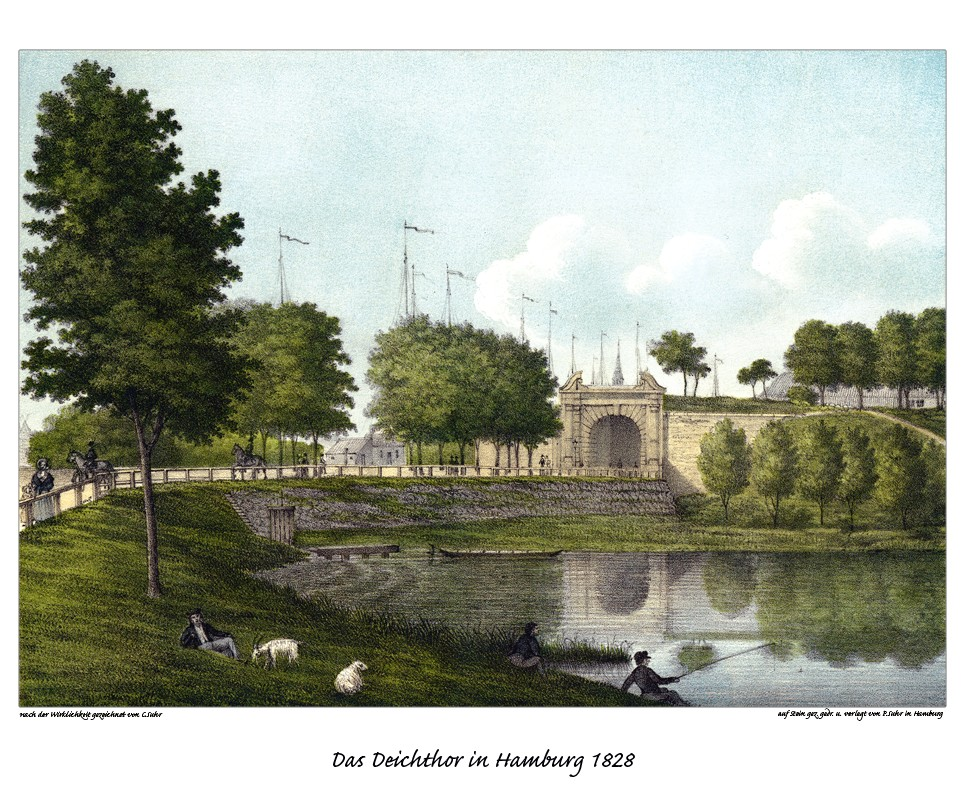
Deichtor vor dem Abriss 1828

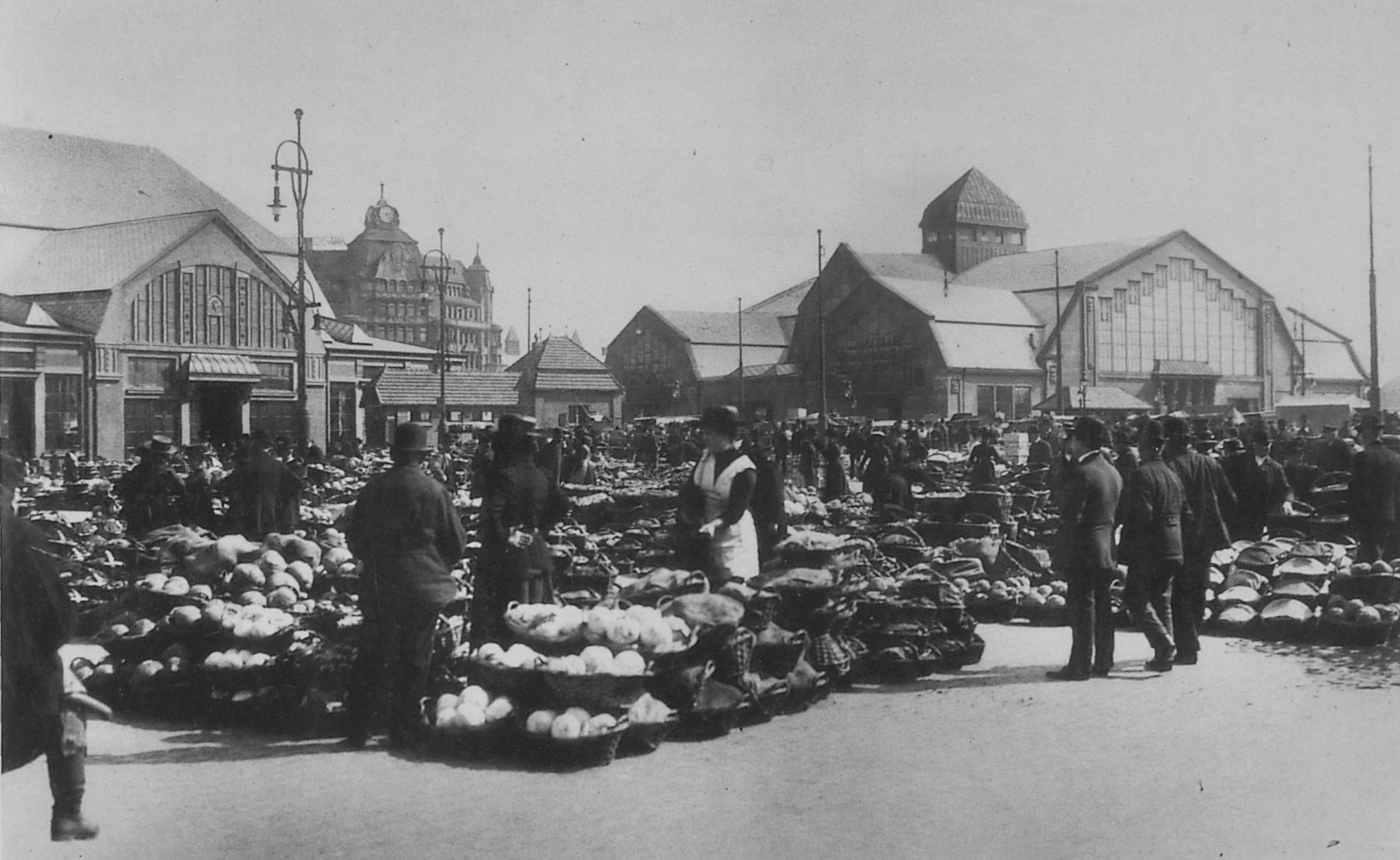
Markttreiben vor den Deichtorhallen 1911

Das Deichtor (ursprünglich auch Winsertor) war seit dem Mittelalter der südöstlichste Ausgang in der Hamburger Stadtbefestigung und verband die Stadt mit der Gegend beim Stadtdeich und dem nahegelegenen Hammerbrook. Es befand sich ursprünglich in der Nähe des Meßbergs und wurde beim Ausbau der Stadtbefestigung im 17. Jahrhundert in die Gegend der heutigen Oberhafenbrücke versetzt. 1828 wurde das alte Tor abgerissen und durch mehrere breite Eisengatter ersetzt, die noch bis zur Aufhebung der Torsperre 1860 allabendlich verschlossen wurden.
Unmittelbar auf dem heutigen Deichtorplatz befand sich seit 1660 der Hamburger Bauhof, der unter anderem für den Erhalt der Festungsanlagen und anderer öffentlicher Bauten zuständig war. Er wurde ab 1847 zugunsten des Berliner Bahnhofs abgerissen. Bereits 1842 war in der Nähe der erste Bahnhof für die Hamburg-Bergedorfer Eisenbahn eröffnet worden, die wenige Jahre später nach Berlin verlängert wurde.
Nach der Eröffnung des Hamburger Hauptbahnhofes 1906 wurde der Berliner Bahnhof abgerissen und an gleicher Stelle bis 1911 der Deichtormarkt als zentraler Lebensmittel-Großmarkt errichtet. Er sollte die zu klein gewordenen Innenstadtmärkte vor allem am Meßberg und Hopfenmarkt ersetzen. Der Platz selbst trug gleichwohl noch bis mindestens in die 1920er Jahre den Namen Bahnhofsplatz.
Mit dem Durchbruch der Ost-West-Straße wurde der Platz 1962 zum Verkehrsknotenpunkt umgestaltet. Nach dem Umzug des Großmarktes in die neuen Hallen in Hammerbrook wurden die alten Deichtorhallen renoviert und 1989 als Kultur- und Ausstellungszentrum wiedereröffnet.
Das am Südrand des Platzes gelegene Bürohaus Deichtor-Center der Architekten BRT erhielt 2007 den Architekturpreis Nike in der Kategorie „beste stadtbauliche Interpretation“.